# Bistum Charlottetown
Das Bistum Charlottetown (lateinisch Dioecesis Carolinapolitana, englisch Diocese of Charlottetown) ist eine in Kanada gelegene römisch-katholische Diözese mit Sitz in Charlottetown.

## Geschichte
Das Bistum Charlottetown wurde am 11. August 1829 durch Papst Pius VIII. mit der Apostolischen Konstitution Inter multiplices aus Gebietsabtretungen des Erzbistums Québec errichtet. Es ist dem Erzbistum Halifax-Yarmouth als Suffraganbistum unterstellt.

## Bischöfe von Charlottetown
- 1829–1835 Aeneas Bernard MacEachern
- 1837–1859 Bernard Donald McDonald
- 1860–1891 Peter McIntyre
- 1891–1912 James Charles McDonald
- 1913–1920 Henry Joseph O’Leary, dann Erzbischof von Edmonton
- 1920–1930 Louis James O’Leary
- 1931–1944 Joseph Anthony O’Sullivan, dann Erzbischof von Kingston
- 1944–1954 James Boyle
- 1954–1970 Malcolm MacEachern
- 1970–1982 Francis John Spence, dann Erzbischof von Kingston
- 1982–1991 James Hector MacDonald CSC, dann Erzbischof von Saint John’s, Neufundland
- 1991–2009 Joseph Vernon Fougère
- 2009–2021 Richard John Grecco
- seit 2023 Józef Andrzej Dąbrowski CSMA